# Okres Semily
Semily (Duits: Semil) is een district (Tsjechisch: Okres) in de Tsjechische regio Liberec. De hoofdstad is Semily. Het district bestaat uit 65 gemeenten (Tsjechisch: Obec). Het district strekt zich uit van het Boheems Paradijs tot het Reuzengebergte. Bijzonder aan deze okres is dat niet de hoofdstad Semily, maar Turnov de meeste inwoners heeft.

## Lijst van gemeenten
De obce (gemeenten) van de okres Semily. De vetgedrukte plaatsen hebben stadsrechten. De cursieve plaatsen zijn steden zonder stadsrechten (zie: vlek).
Bělá - Benecko - Benešov u Semil - Bozkov - Bradlecká Lhota - Bukovina u Čisté - Bystrá nad Jizerou - Čistá u Horek - Háje nad Jizerou - Holenice - Horka u Staré Paky - Horní Branná - Hrubá Skála - Chuchelna - Jablonec nad Jizerou - Jesenný - Jestřabí v Krkonoších - Jilemnice - Kacanovy - Karlovice - Klokočí - Košťálov - Kruh - Ktová - Levínská Olešnice - Libštát - Lomnice nad Popelkou - Loučky - Martinice v Krkonoších - Mírová pod Kozákovem - Modřišice - Mříčná - Nová Ves nad Popelkou - Ohrazenice - Olešnice - Paseky nad Jizerou - Peřimov - Poniklá - Přepeře - Příkrý - Radostná pod Kozákovem - Rakousy - Rokytnice nad Jizerou - Roprachtice - Rovensko pod Troskami - Roztoky u Jilemnice - Roztoky u Semil - Semily - Slaná -Stružinec - Studenec - Svojek - Syřenov - Tatobity - Troskovice - Turnov - Veselá -Víchová nad Jizerou - Vítkovice - Všeň - Vyskeř - Vysoké nad Jizerou - Záhoří - Žernov
Česká Lípa · Jablonec nad Nisou · Liberec · Semily